# Малопрудное
Малопрудное — посёлок в Соль-Илецком районе Оренбургской области России.

## География
Расположен на левом берегу реки Ащибутак между посёлком Маякское (на юге) и селом Ащебутак (на севере), в 25 км к северо-востоку от Соль-Илецка и в 40 км к югу от Оренбурга.
Через посёлок проходит автодорога Елшанка (Р239) — Маякское — Пугачёвский. Ближайшая ж.-д. станция Маячная (линия Оренбург — Актобе) находится в 15 км к юго-западу от посёлка.

## История
В 1966 г. Указом Президиума ВС РСФСР поселок отделения № 2 совхоза «Маяк» переименован в Малопрудный.

## Население
| 2010 |
| ---- |
| 457  |